# Jormungandr (mosasaure)
Genre
Espèce
Jormungandr est un genre fossile de Mosasauroidea ayant vécu au Campanien dans ce qui est aujourd'hui l'Amérique du Nord. Ses fossiles ont été découvert dans la formation de Schistes de Pierre dans le Dakota du Nord. Le genre n'est connu que par une seul espèce décrite en 2023, J. walhallaensis, connu par un crâne presque complet et un fossile partiel.

## Découverte et nomination

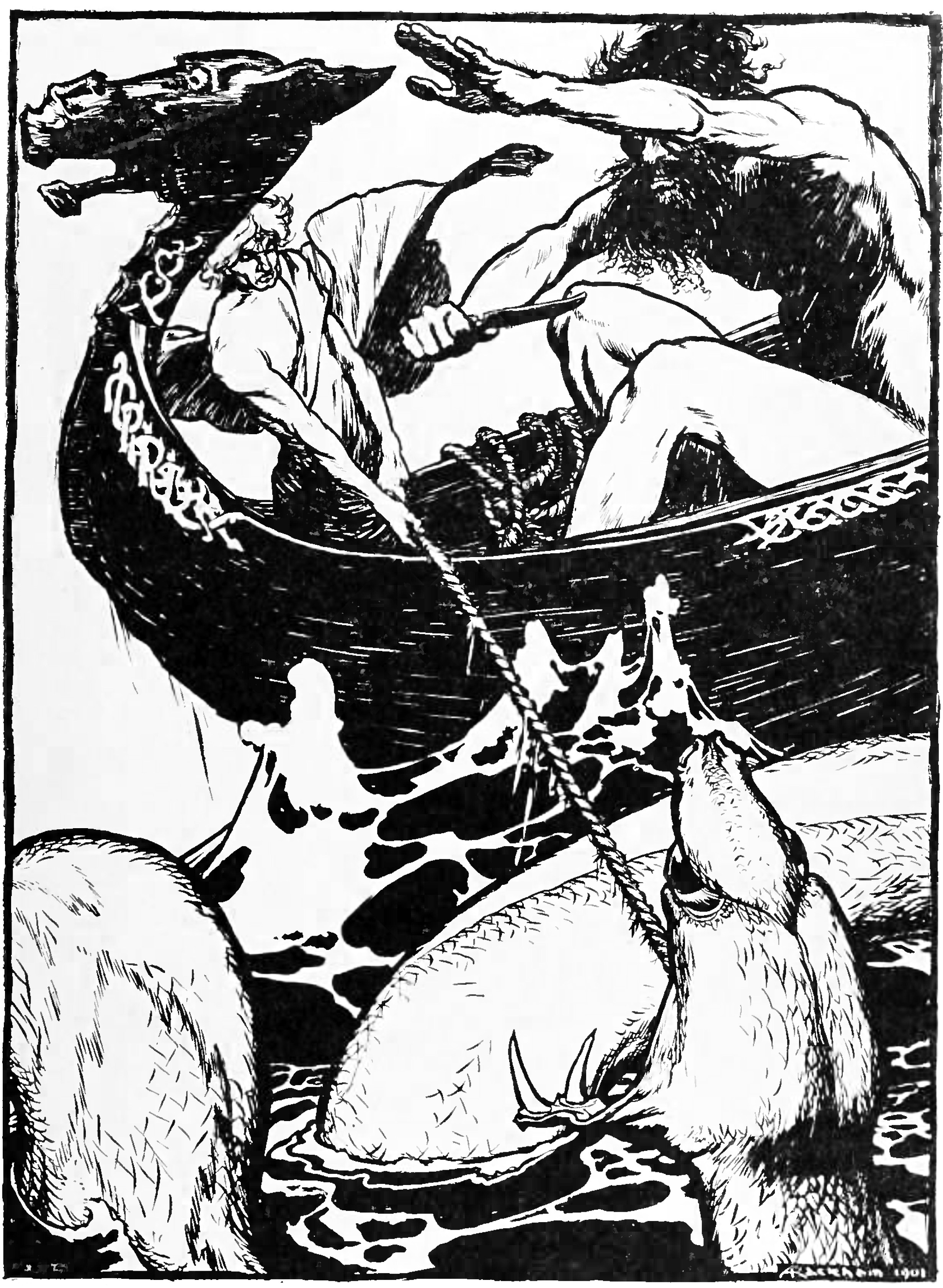
Le géant Hymir se précipite et coupe la ligne de Thor. Illustration d'Arthur Rackham (1901).

Le spécimen type a été découvert en 2015 dans la formation de Schistes de Pierre, les fossiles se trouvaient dans une couche de Bentonite qui était datée d'environ 80,04 millions d'années,. Les fossiles furent découverts dans le Dakota du Nord près de la ville de Walhalla par Deborah Shepherd, au nord ouest de l'état et non loin du Canada,,. Le nom Jormungandr fait référence à la mythologie nordique et particulièrement au Jörmungand qui est un serpent de mer gigantesque qui est le fils du dieu Loki et qui encerclait les mers du monde,. Le distinctif de l'espèce walhallaensis pourrait faire penser au Valhalla mais fait en fait référence à la localité la ville de Walhalla où les fossiles furent découverts,,,. La découverte à poussé le principal paléontologue du North Dakota Geological Survey, Clint Boyd. Boyd a organisé des fouilles pour extraire les fossiles de la roche, les fouilles se sont donc étalées sur plusieurs années jusqu'en 2018,,,. Une grande partie du squelette a pu être extrait de la roche et donc pu être étudier,,,,. Le spécimen surnommé "Jorgie" est aujourd'hui conservé au North Dakota Heritage Center à Bismarck sous le nom de NDGS 10838,. Une étude poussé des restes fossiles fût menée par Amelia Zietlow doctorante au Musée américain d'histoire naturelle à New York, de Clint Boyd et de Nathan Van Vranken paléontologue au Eastern West Virginia Community and Technical College de Virginie-Occidentale,,. L'équipe de trois chercheurs a en premier temps soupçonnée que J. walhallaensis était le plus ancien mosasaure connu, il serait en effet une espèce intermédiaire entre les mosasaures et les Clidastes,,,,.

## Description

Taille de Jormungandr walhallaensis comparée à un humain de taille moyenne.

Jormungandr est un mosasaure de grande taille, son crâne mesure 72 cm, il reste néanmoins plus petit que Mosasaurus hoffmannii devant dépasser les 15 mètres de long et qui fut découvert à Maastricht près de la Montagne Saint-Pierre et fut décrit par Georges Cuvier,. La longueur de la mâchoire inférieure sur le spécimen holotype est de 80,08 cm, avec ses mesures Zietlow, Boyd et van Vranken ont estimés que Jormungandr walhallaensis devait mesurer entre 5,4 et 7,3 mètres de long, cette estimation pourra être revue par des analyses ultérieures,. On retrouve chez Jormungandr des caractéristiques venant à la fois des mosasaures que des Clidastres, le nombre de dents est élevé ce qui est proche des Clidastres, mais leur forme est proche des mosauraures,. L'individu découvert présente une morsure sur la quatrième vertèbres dorsale ayant conduit la mort probable de l'individu,. Les traces de morsures exclue qu'ils puissent venir d'un requin, mais viennent d'un autre mosasaure, l'absence de la partie postérieure du fossile peut, peut-être, être due au mosasaure qui a tué l'individu et aurait consommé la partie postérieure,.